# اختبار التكامل
اختبار التكامل هو المرحلة في اختبار البرامج التي يتم فيها دمج الوحدات البرمجية واختبارها كوحدة واحدة متكاملة. يتم إجراء اختبار التكامل لتقييم مدى امتثال نظام أو مكون برمجي لمتطلبات وظيفية محددة، وغالبا ما تكون هذه المتطلبات مدونة في وثيقة الخصائص والمتطلبات. يُنفذ هذا الاختبار بعد تنفيذ اختبار الوحدات البرمجية وقبل تنفيذ اختبار النظام. يأخذ اختبار التكامل وحدات الإدخال الخاصة به التي تم اختبارها بالوحدة، ويجمعها في مجموعات أكبر، ويطبق الاختبارات المحددة في خطة اختبار التكامل على تلك المجاميع، ويقدم كمخرجاته النظام المتكامل جاهزًا لاختبار النظام.

## طريقة تنفيذ الاختبار
يوجد عدة طُرق لتنفيذ اختبار التكامل، أشهر هذه الطرق هي:
- Big Bang Approach: وفيها تُختبر جميع الوحدات البرمجية والمكونات دفعة واحدة بعد ربطها ببعضها البعض.
- Top Down Approach:وفيها تُختبر الوحدات البرمجية من الأعلى إلى الأسفل بحيث تكون الوحدات المتكاملة في الأعلى.
- Bottom Up Approach: وفيها تُختبر الوحدات من الأسفل إلى الأعلى، ويتم البدء باختبار الوحدات غير المدمجة مع أخرى.
- Sandwich Approach: وهي طريقة تجمع بين طريقة Top Down وطريقة Bottom Up.

1. ↑  ISO/IEC/IEEE International Standard - Systems and software engineering. ISO/IEC/IEEE 24765:2010(E). 2010. ص. vol., no., pp.1–418, 15 Dec. 2010.
2. ↑  Martyn A Ould & Charles Unwin (ed), Testing in Software Development, BCS (1986), p71. Accessed 31 Oct 2014 نسخة محفوظة 2021-04-12 على موقع واي باك مشين.
3. ↑  "شركة اختبار البرمجيات | TestCrew | دليلك إلى الاختبار الوظيفي Functional Testing". testcrew.sa. مؤرشف من الأصل في 2021-04-12. اطلع عليه بتاريخ 2021-04-12.